# Dodonaea triangularis
Dodonaea triangularis är en kinesträdsväxtart som beskrevs av John Lindley. Dodonaea triangularis ingår i släktet Dodonaea och familjen kinesträdsväxter. Inga underarter finns listade i Catalogue of Life.